# Minder fra Zünftens Dage
|  | Denne artikel er oprettet af botten PalnaBot ud fra en ekstern database. Den kan derfor have sproglige fejl eller mangler. Denne skabelon kan fjernes efter kontrol af indholdet. |

Minder fra Zünftens Dage er en film instrueret af Valdemar Andersen.